# Albert Otto Baur
Albert Otto Baur (* 28. September 1834 in Tübingen; † Mai 1868 in Donndorf) war ein deutscher Mediziner, Physiologe und vergleichender Anatom bzw. Zoologe.

## Leben
Albert Otto Baur war einer der beiden Söhne des Tübinger Theologen Ferdinand Christian Baur und dessen Ehefrau Emilie (1802–1839), geborene Becher, einer Tochter des Stuttgarter Hofarztes Gottlob Benjamin Becher (1778–1858). Der spätere Rektor des Tübinger Gymnasiums Ferdinand Baur (1825–1889) war sein Bruder. Seine Schwester Emilie Caroline (1823–1904) heiratete 1847 den Theologen und Philosophen Eduard Zeller.
Er studierte von 1852 bis 1857 an der Eberhard Karls Universität Tübingen und der Ruprecht-Karls-Universität Heidelberg Medizin, löste eine Preisaufgabe der Tübinger Medizinischen Fakultät und wurde 1858 in Tübingen zum Dr. med. promoviert.
Anschließend wirkte er als Volontärassistent und zeitweiliger Vertreter einer wissenschaftlichen Assistentenstelle am Anatomischen Institut in Berlin, unternahm 1860 und 1861 mit einem Blumenbach-Reisestipendium einen Studienaufenthalt am Adriatischen Meer in Triest, habilitierte sich im Frühjahr 1861 in Tübingen für Anatomie und wirkte anschließend als Privatdozent in Tübingen. Am 4. März 1864 wurde er Prosektor am Anatomisch-physiologischen Institut der Universität Erlangen und wirkte in der Folge als Privatdozent für Anatomie in Erlangen.
Albert Otto Baur hat wissenschaftlich eingehend die Schnecken-Art Entoconcha mirabilis J.Müller, 1852, aus der Familie der Eulimidae erforscht, die als Endoparasit in der Leibeshöhle von Wurmseegurken lebt.
Albert Otto Baur wurde am 25. November 1863 unter der Matrikel-Nr. 2006 mit dem akademischen Beinamen Joh. Müller II. zum Mitglied der Kaiserlichen Leopoldino-Carolinischen Deutschen Akademie der Naturforscher gewählt. 1864 wurde er Mitglied der Physikalisch-Medizinischen Sozietät Erlangen.
Er starb 1868 im Asyl St. Gilgenberg, einer privaten Heilanstalt für nerven- und gemütskranke Männer in Donndorf, einem Ortsteil von Eckersdorf bei Bayreuth.

## Schriften
- Die Entwicklung der Bindesubstanz. Laupp, Tübingen 1858 (Digitalisat)
- Über Synapta digitata Müll. und ihren muthmasslichen Parasiten. In: Monatsberichte der Königlichen Preussische Akademie der Wissenschaften zu Berlin. Aus dem Jahre 1862. Berlin 1863
  - I. Die Anheftung des Schneckenschlauches an den Kopf der Synapta, S. 187–192 (Digitalisat)
  - II. Über die Anheftung des Schneckenschlauches an den Darm, S. 192–193 (Digitalisat)
  - III. Die Jugendformen der Synapta digitata Müll., S. 193–198 (Digitalisat)
- Beiträge zur Naturgeschichte der Synapta digitata. Drei Abhandlungen. Verhandlungen der Kaiserlichen Leopoldinisch-Carolinischen deutschen Akademie der Naturforscher, Band 31, E. Blochmann & Sohn, Dresden 1864
  - Erste Abhandlung. Zur Anatomie der Synapta digitata. S. 1–51 (Digitalisat)
  - Zweite Abhandlung. Metamorphose und Entwickelung der Synapta digitata. S. 1–60 (Digitalisat)
  - Dritte Abhandlung. Die Eingeweideschnecke (Helicosyrinx parasita) in der Leibeshöhle der Synapta digitata. S. 1–119 (Digitalisat)
- Anatomie einer zweiköpfigen, dreiarmigen, dreibeinigen, weiblichen Doppelmissgeburt. In: 	Archiv für Anatomie, Physiologie und wissenschaftliche Medicin, Leipzig 1867, S. 173–336 (Digitalisat)